# Team Columbia/2008
Deze pagina geeft een overzicht van de wielerploeg Team Columbia (tot juli Team High Road) in 2008.
| Naam                 | Geboortedatum | Nationaliteit       | Ploeg 2007            |
| -------------------- | ------------- | ------------------- | --------------------- |
| Michael Barry        | 18-12-1975    | Canada              | T-Mobile              |
| Edvald Boasson Hagen | 17-05-1987    | Noorwegen           | Team Maxbo-Bianchi    |
| Marcus Burghardt     | 30-06-1983    | Duitsland           | T-Mobile              |
| Mark Cavendish       | 21-05-1985    | Verenigd Koninkrijk | T-Mobile              |
| Gerald Ciolek        | 19-09-1986    | Duitsland           | T-Mobile              |
| Scott Davis          | 22-04-1979    | Australië           | T-Mobile              |
| John Devine          | 02-11-1985    | Verenigde Staten    | Discovery Channel     |
| Bernhard Eisel       | 17-02-1981    | Oostenrijk          | T-Mobile              |
| Linus Gerdemann      | 16-09-1982    | Duitsland           | T-Mobile              |
| Bert Grabsch         | 19-06-1975    | Duitsland           | T-Mobile              |
| André Greipel        | 16-07-1982    | Duitsland           | T-Mobile              |
| Roger Hammond        | 30-01-1974    | Verenigd Koninkrijk | T-Mobile              |
| Adam Hansen          | 11-05-1981    | Australië           | T-Mobile              |
| Greg Henderson       | 10-09-1976    | Nieuw-Zeeland       | T-Mobile              |
| George Hincapie      | 29-06-1973    | Verenigde Staten    | Discovery Channel     |
| Kim Kirchen          | 03-07-1978    | Luxemburg           | T-Mobile              |
| Andreas Klier        | 15-01-1976    | Duitsland           | T-Mobile              |
| Servais Knaven       | 06-03-1971    | Nederland           | T-Mobile              |
| Craig Lewis          | 01-10-1985    | Verenigde Staten    | Team Slipstream       |
| Thomas Lövkvist      | 04-04-1984    | Zweden              | La Française des Jeux |
| Tony Martin          | 23-04-1985    | Duitsland           | Thüringer Energieteam |
| Marco Pinotti        | 25-02-1976    | Italië              | T-Mobile              |
| Morris Possoni       | 01-07-1984    | Italië              | Lampre-Fondital       |
| František Raboň jr.  | 26-09-1983    | Tsjechië            | T-Mobile              |
| Vicente Reynés       | 30-07-1981    | Spanje              | Caisse d'Epargne      |
| Michael Rogers       | 20-12-1979    | Australië           | T-Mobile              |
| Marcel Sieberg       | 30-04-1982    | Duitsland           | Team Milram           |
| Kanstantsin Siwtsow  | 09-08-1982    | Wit-Rusland         | Barloworld            |
| Bradley Wiggins      | 28-04-1980    | Verenigd Koninkrijk | Cofidis               |

1989 · 1990 · 1991 · 1992 · 1993 · 1994 · 1995 · 1996 · 1997 · 1998 · 1999 · 2000 · 2001 · 2002 · 2003 · 2004 · 2005 · 2006 · 2007 · 2008 · 2009 · 2010 · 2011
AG2R-La Mondiale · Astana · Bouygues Télécom · Caisse d'Epargne · Cofidis, Le Crédit par Téléphone · Team Columbia · Crédit Agricole · Team CSC · Euskaltel-Euskadi · La Française des Jeux · Team Gerolsteiner · Lampre-Fondital · Liquigas-Bianchi · Team Milram · Silence-Lotto · Quick·Step-Innergetic · Rabobank · Saunier Duval-Scott